# Фіалка триколірна
Фіа́лка трико́лірна, бра́тки дикі (Viola tricolor L.) Місцеві назви — братик-і-сестриця, братики польові, бра́тки, зозулині черевички, Іван-і-Марія, полуцвіт та інші.

## Загальний опис

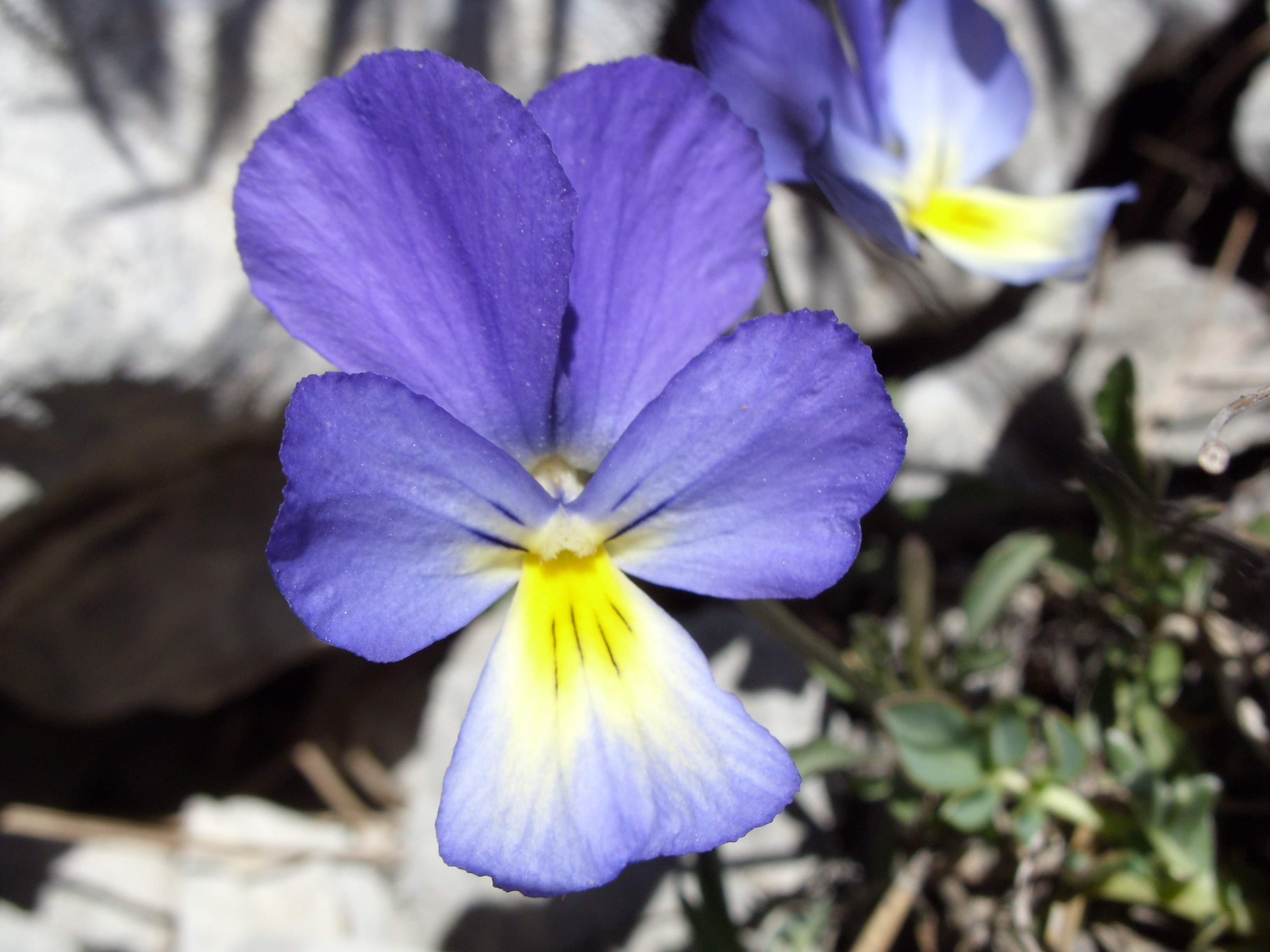
Фіалка триколірна. Крим.

Це однорічна чи дворічна темно-зелена рослина родини фіалкових (10—45 см заввишки) зі слаборозвинутим, малорозгалуженим коренем. Стебла висхідні, переважно розгалужені, запушені. Листки чергові, пластинка нижніх листків широкояйцеподібна, верхніх — довгасто-ланцетна (5—75 мм завдовжки і 5—20 мм завширшки). Листки тупозубчасті, коротковолосисті, середні на довгих, верхні на коротких ніжках. Прилистки великі (3—30 мм завдовжки), перистороздільні. Квітки на довгих (30—120 мм) квітконіжках, великі (до 30 мм завдовжки), двостатеві, неправильні. Оцвітина подвійна. Чашечка з п'яти вільних листочків з вушкоподібними придатками. Віночок з п'яти вільних пелюсток, за довжиною значно перевищує чашечку. Дві верхні пелюстки блідо-жовті або темно-синьо-фіолетові, бокові до середини, а нижня по краю синьо-фіолетова або жовтувата. Нижня пелюстка завжди при основі жовта, з темними волосками і синюватою зігнутою шпоркою. Тичинок п'ять. Вони вільні. Маточка одна, зав'язь верхня, стовпчик один, приймочка куляста. Плід — видовжено яйцеподібна тристулкова коробочка.
Форма фіалки, отримана з європейської дикої форми Viola tricolor, охоплює багато видів і форм. Квіти звичайно фіолетові, жовті, кремові чи різнобарвні, виведено багато різновидів, що відрізняються розміром і кольором.
Фіалка триколірна росте на галявинах, лісокультурних площах, узліссях, на луках, схилах. Рослина світлолюбна. Цвіте у червні-серпні.
Поширена майже по всій Україні, за винятком Криму. Райони заготівель зосереджені на Поліссі та в Лісостепу. Запаси сировини досить великі, але розкидані.

## Близький вид
До фіалки триколірної подібна фіалка польова (V. arvensis Murr.) Відрізняється від попереднього виду дрібнішими квітками (5—15 мм завдовжки), блідо-жовтим і коротшим від чашечки віночком. Рослина розсіяно-коротковолосиста або гола. Поширена по всій Україні як бур'ян, росте у тих же умовах, що й фіалка триколірна. Цвіте у квітні-вересні.

## Практичне використання
Лікарська, фарбувальна, медоносна і декоративна рослина.
У науковій медицині використовують траву фіалки триколірної і польової — Herba Violae Tricoloris. Препарати з неї використовують як відкашлювальний засіб при захворюваннях верхніх дихальних шляхів. Трава містить сапоніни, глікозид рутин, алкалоїд віолін, ефірну олію (до 0,008 %), саліцилову кислоту, цукор, вітамін C, каротин, а квітки — антоціан віоланін.
У народній медицині траву фіалок триколірної і польової використовують внутрішньо при золотусі і як кровоочисний, потогінний, сечогінний і відкашлювальний засіб; зовішньо — при суглобному ревматизмі, хворобах шкіри, для лікування ран, що повільно загоюються. В народі свіжі або розпарені рослини фіалки польової прикладають до грудей жінок, коли на них з'являється висип.
У квітках фіалки триколірної міститься жовта барвна речовина віола-кверцитрин. Обидва види фіалок медоноси, бджоли збирають з них тільки нектар.
У декоративному садівництві на клумбах, рабатках, у бордюрах, на балконах, квітниках широко використовують садову різновидність фіалки триколірної (братки садові).

## Збирання, переробка та зберігання
Заготовляють траву обох видів фіалок під час цвітіння, зрізуючи ножами або серпами. Сушать під навісом або на горищах під залізним дахом, розстеливши шаром 5—6 см на папері або тканині і періодично перемішують. Суху траву пакують у тюки по 100 кг. Зберігають у сухих добре провітрюваних приміщеннях на підтоварниках або стелажах. Строк зберігання до двох років.

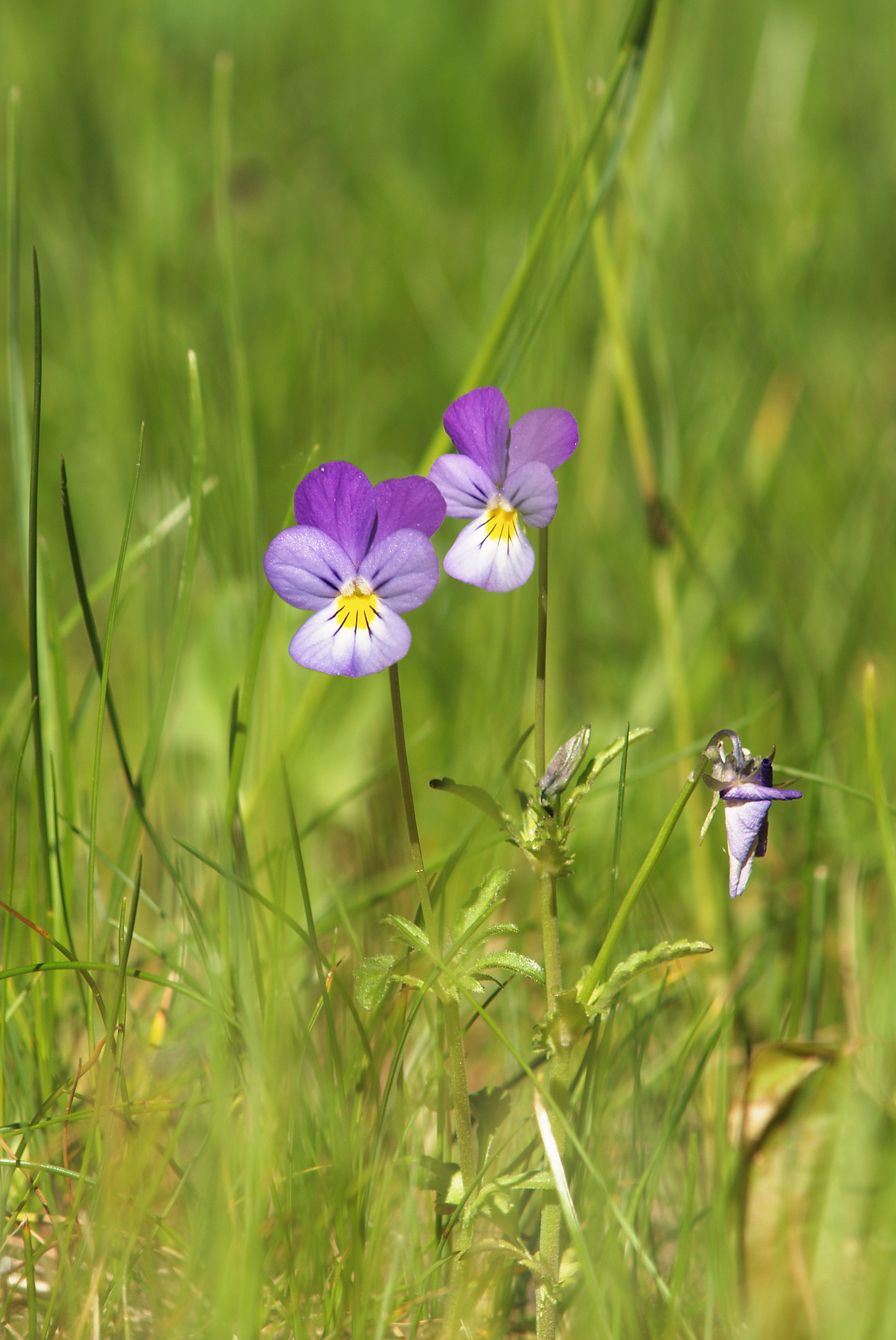
Viola tricolor
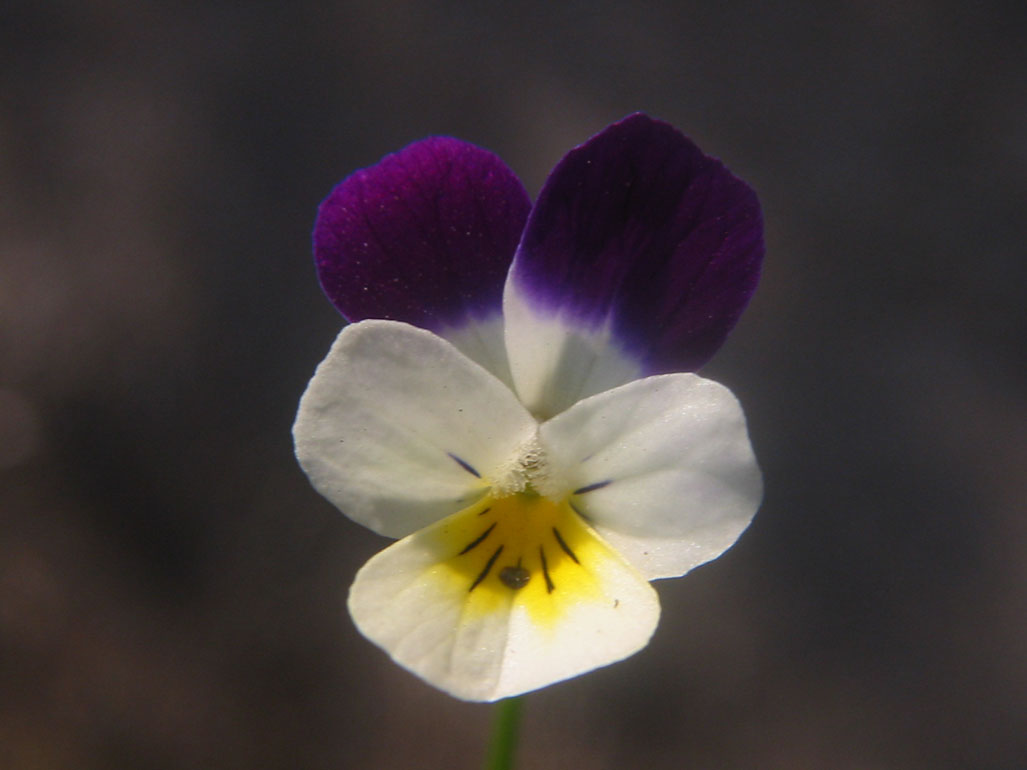
Viola tricolor var. tricolor
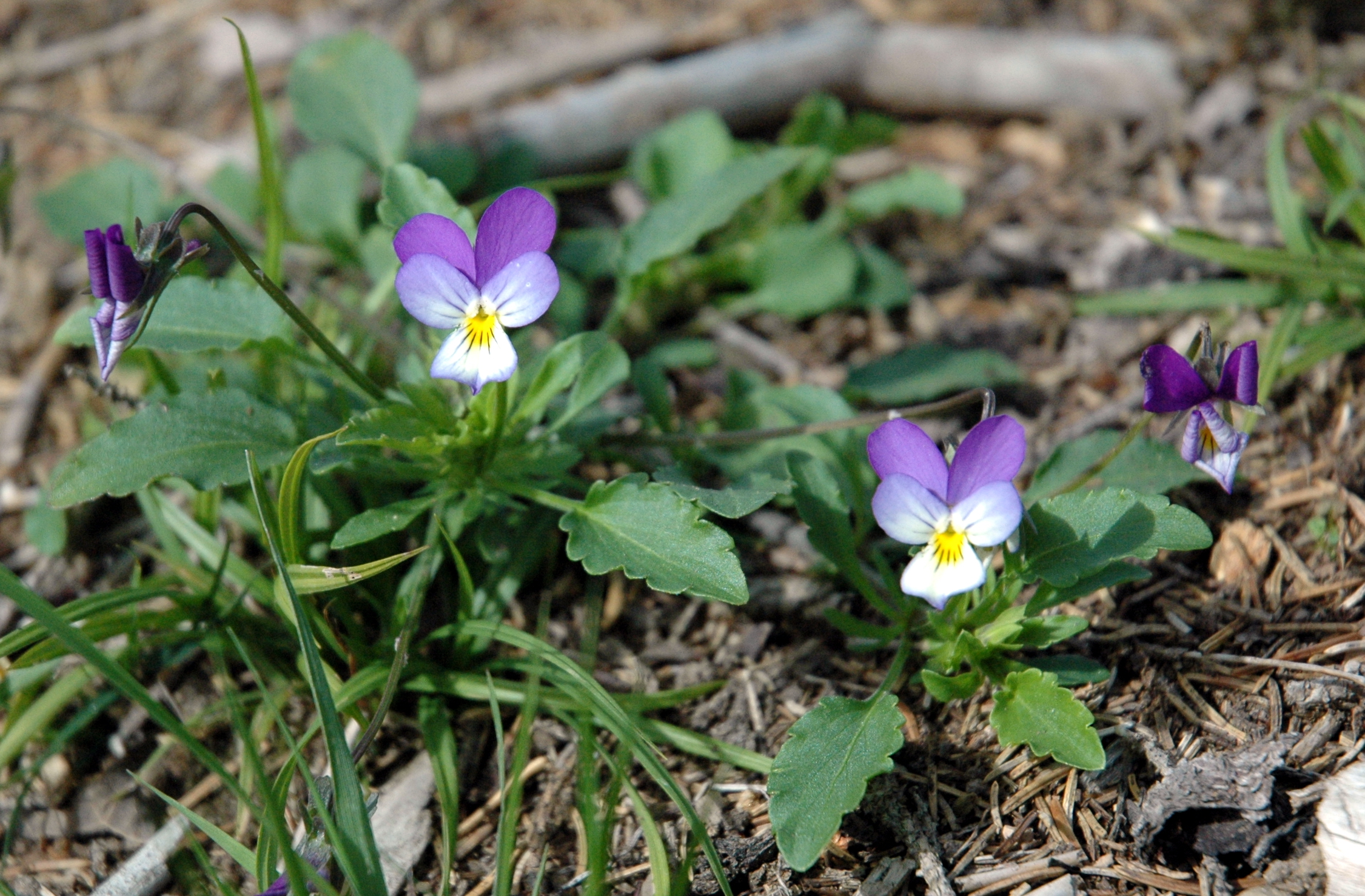
Viola tricolor
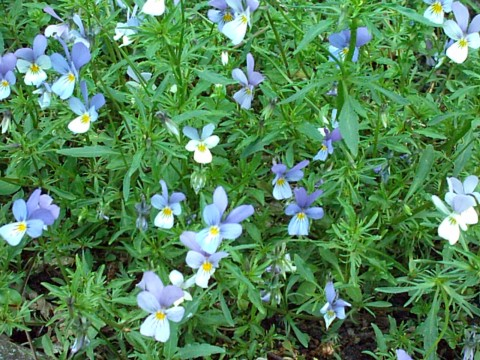
Viola tricolor var. maritima
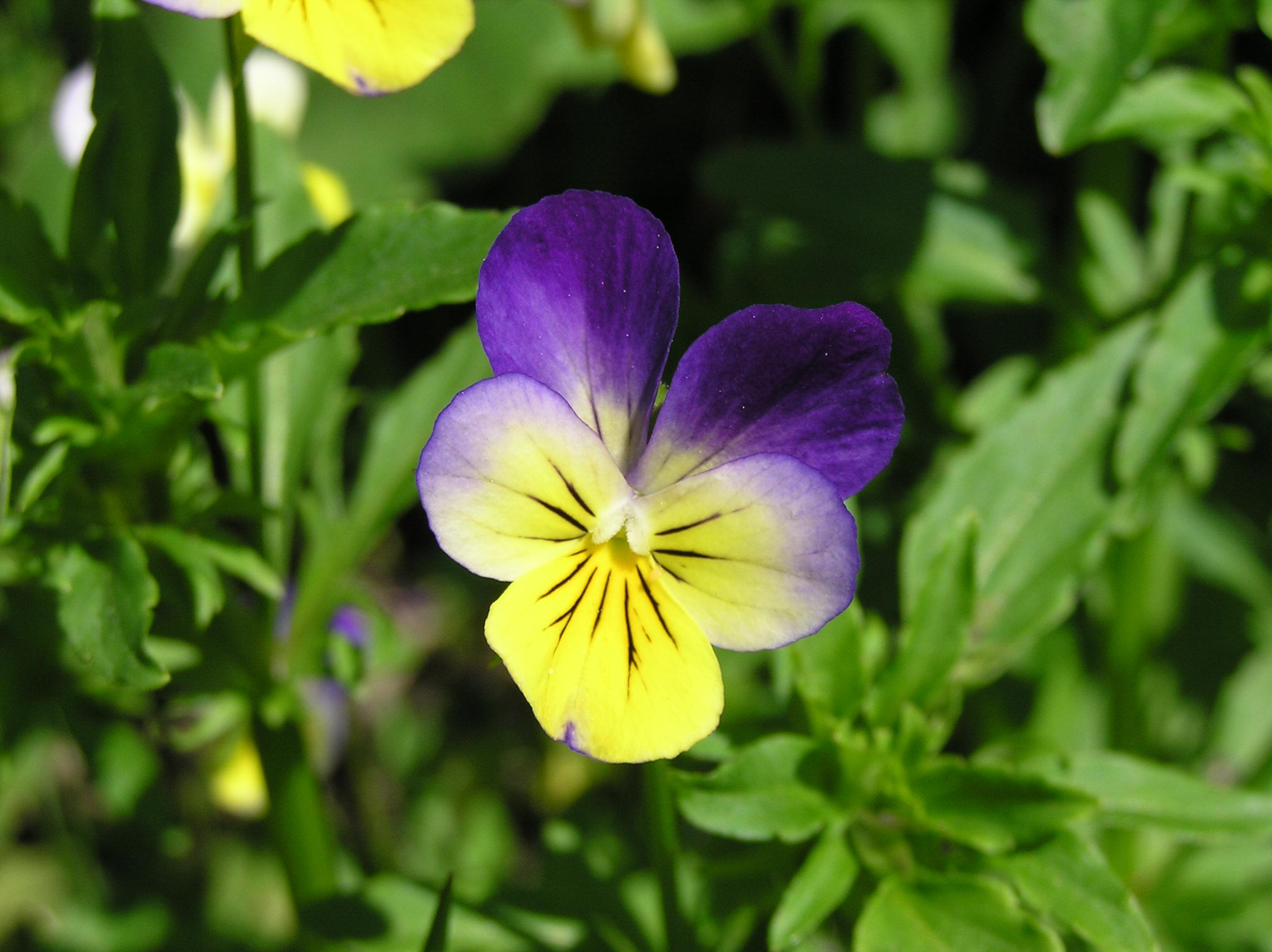
Viola tricolor
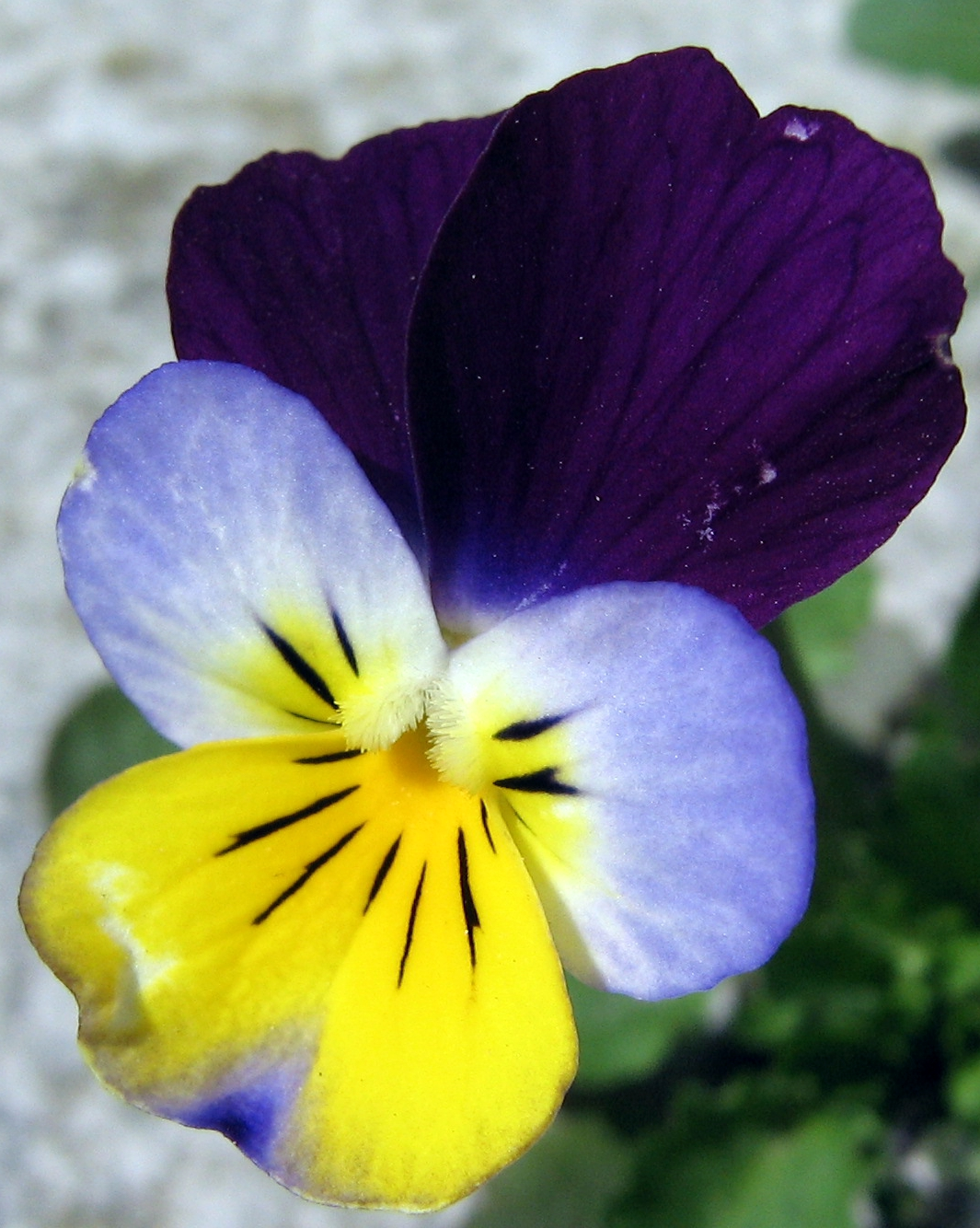
Viola tricolor
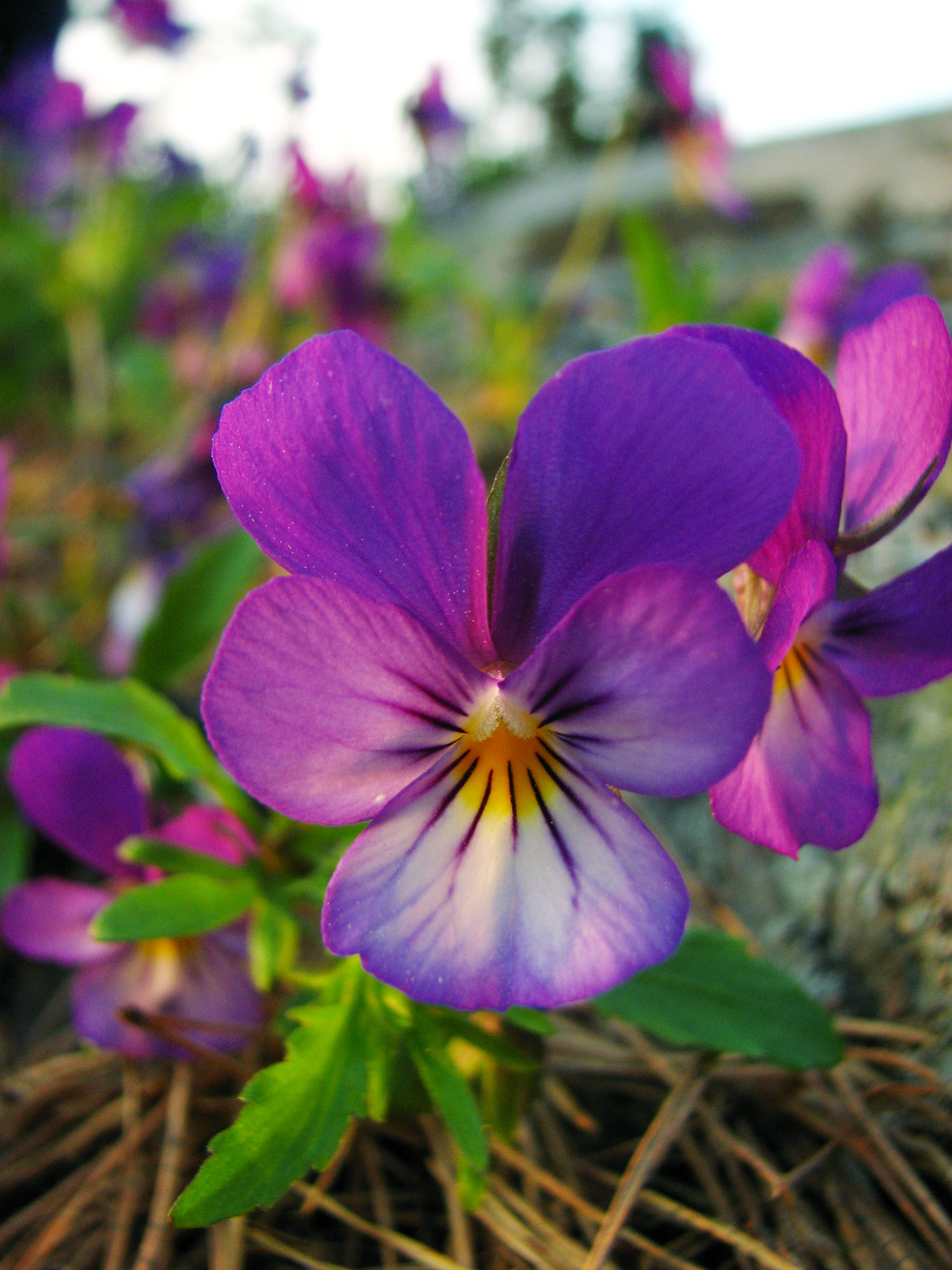
Viola tricolor
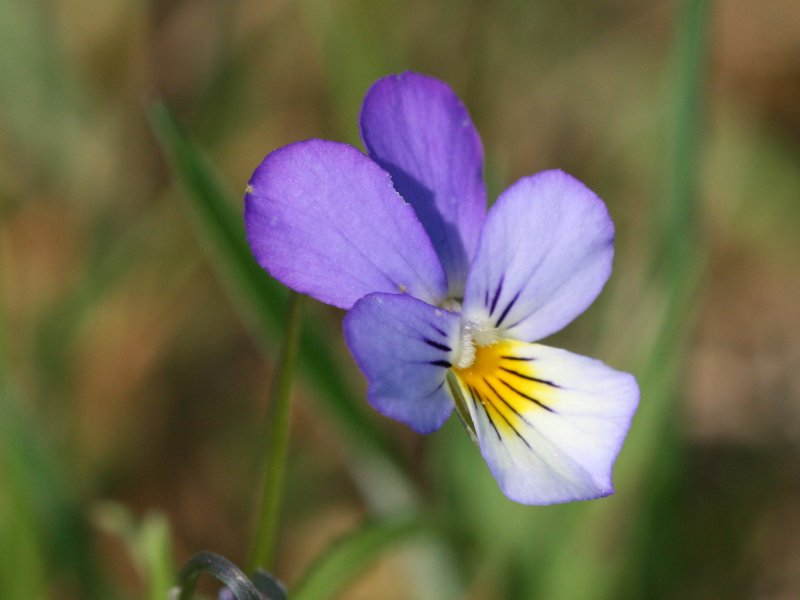
Viola tricolor
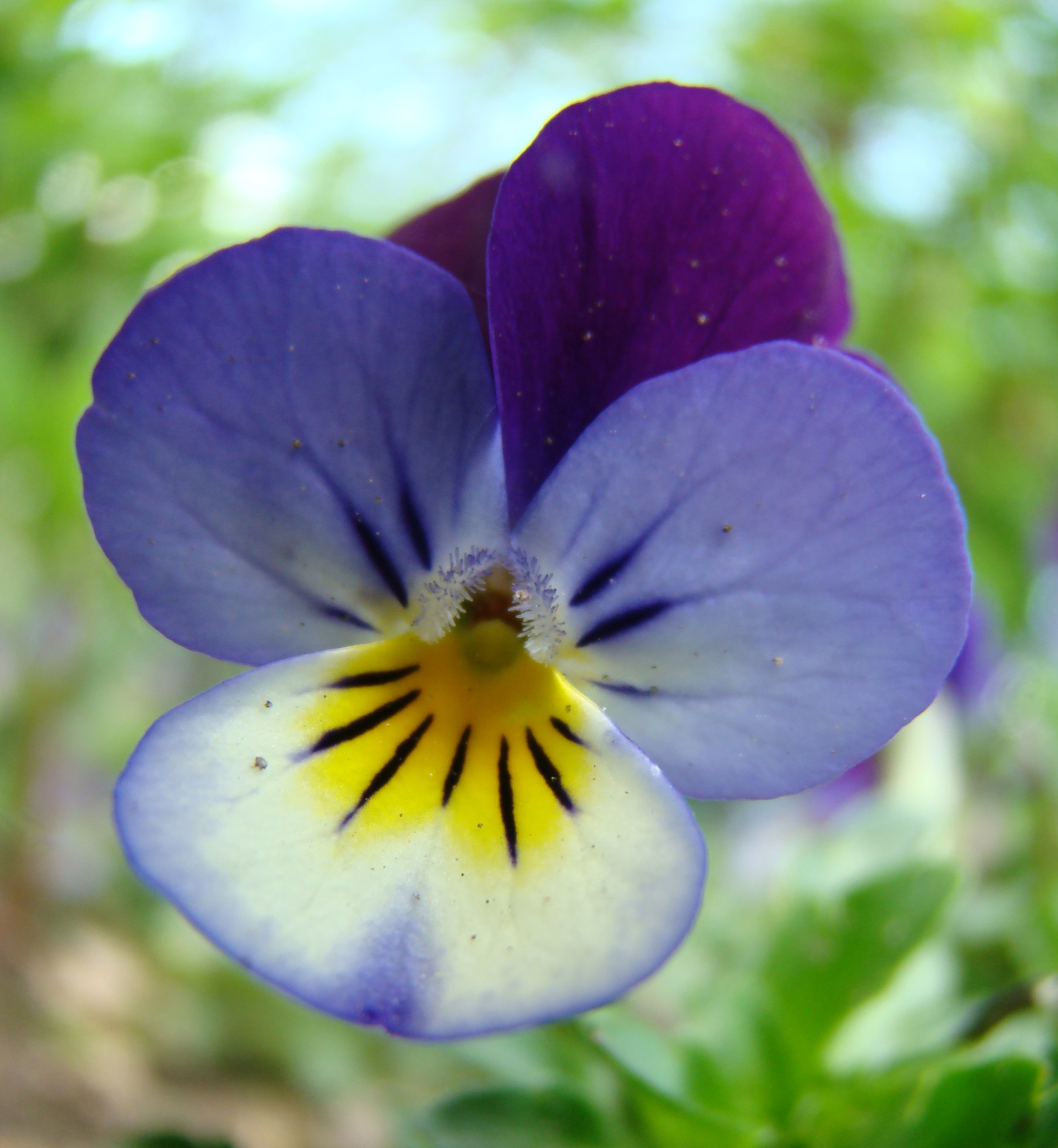
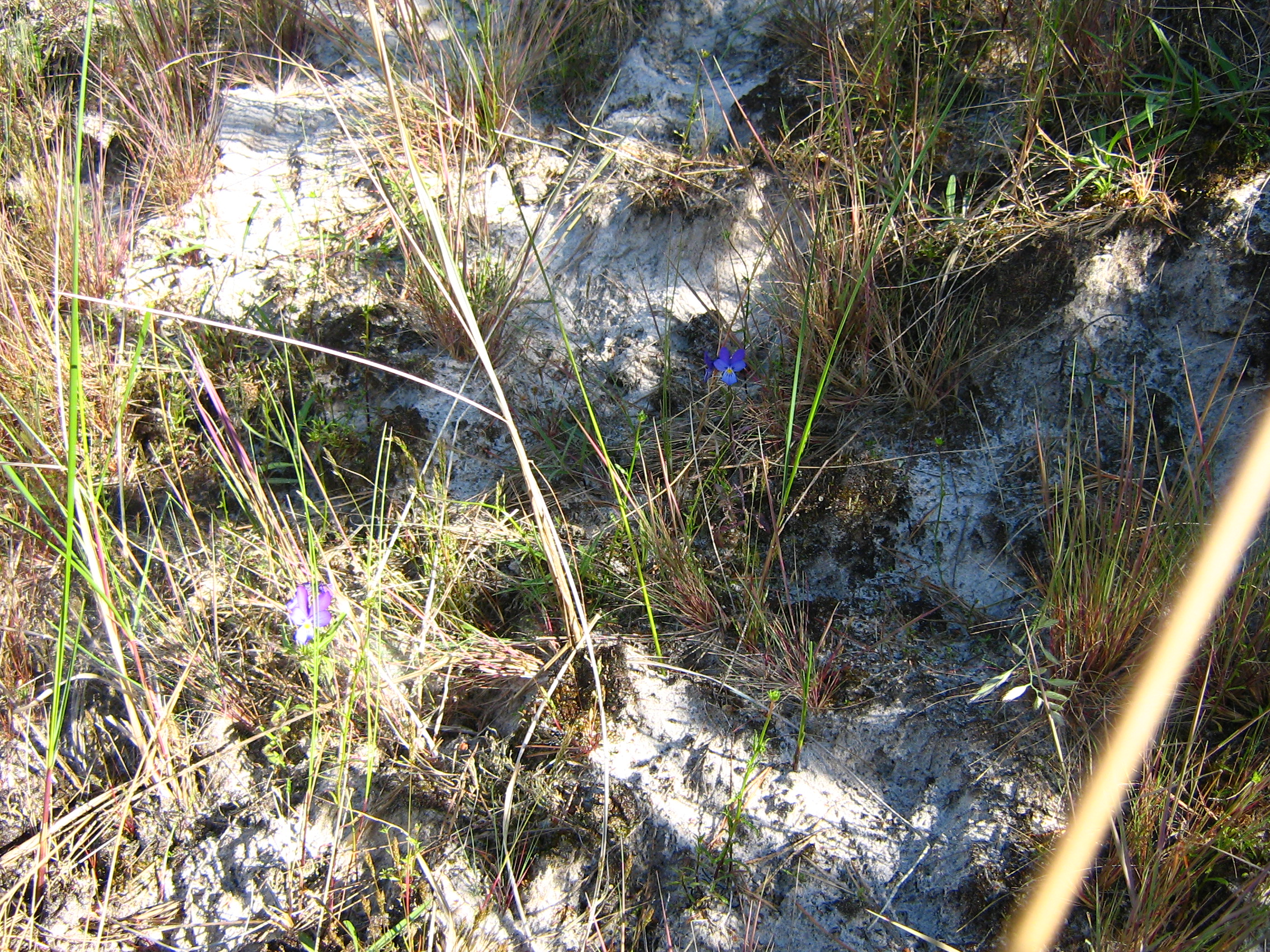
Viola tricolor var. maritima